# کرالووسکه پوریتشی
کرالووسکه پوریتشی (به چکی: Královské Poříčí) یک منطقهٔ مسکونی در جمهوری چک است که در ناحیه سوکولوو واقع شده‌است. کرالووسکه پوریتشی ۱۲٫۱۹ کیلومتر مربع مساحت و ۸۶۲ نفر جمعیت دارد و ۳۹۶ متر بالاتر از سطح دریا واقع شده‌است.